# 柳川真文
柳川 真文（やながわ まふみ 1903年3月21日 - 1985年12月6日）は、日本の検察官。大阪高等検察庁検事長、法務総裁官房長。

## 来歴・人物
佐賀県出身。東京府立一中、弘前高等学校（旧制）を経て、1927年東京帝国大学法学部卒業後、検事任官。同期の井本臺吉、馬場義続らと共に3羽ガラスと称されていた。一期下に田中萬一がいた。戦後、司法省が法務庁、さらに法務府と組織改編がなされたのに伴い、佐藤藤佐のあとを受けて最後の法務府の法務総裁官房長に就任した。
その後、横浜地検検事正、東京地検検事正（1955年1月-1957年8月）に就任。以後、札幌高検（1957年12月-）、福岡高検（1960年4月-）、名古屋高検（1962年8月-）、大阪高検（1964年1月-1966年3月）の各検事長についた。
中央保護審査会委員長として保護観察制度の整備に従事した。勲一等瑞宝章（1973年）